# Raïon de Novossibirsk
Le raïon de Novossibirsk (en russe : Новосибирский райо́н, Novossibirski raïon) est une subdivision administrative (raïon) et une municipalité (raïon municipal) de l'oblast de Novossibirsk, en Russie. Le raïon fait partie de la région de district fédéral sibérien. Son centre administratif est le ville de Novossibirsk, bien qu'elle ne fasse pas partie du raïon, et il compte en tout 81 localités, réparties dans 18 municipalités. Sa population s'élevait à 161 124 habitants en 2023.